# 에리트레아 테와히도 정교회
에리트레아 테와히도 정교회(티그리냐어: ናይ ኦርቶዶክስ ተዋሕዶ ኤርትራ, 영어: Eritrean Orthodox Tewahedo Church)는 에리트레아 아스마라에 본부를 둔 오리엔트 정교회이다. 1993년 에티오피아 정교회로부터 분리했다.

## 기원
테와히도(Te-wa-hado, 그으즈어: ተዋሕዶ, tawāhidō)은 그으즈어 의미하는 단어는 '하나로 만들어지다'라는 뜻이다.알렉산드리아, 안티오케이아와 예루살렘의 교구들은 칼케돈 공의회의 원칙을 거부하고 451년 분리됐다.
이후 1950년 에티오피아 정교회가 콥트 정교회(알렉산드리아)로부터 분리했고, 에리트레아 정교회는 1993년 독립했다.

## 식민지 시대
1920년대 에리트레아의 이탈리아 식민지 세력은 별도의 에리트리아 정교회를 확립하려했다. 그때까지 에리트레아의 정교회는 에티오피아 테와히도 정교회의 일부였고 연결고리를 갖고 있었다. 그러나 식민지 개척자의 이익에 반하는 것은 에리트레아와 별도의 식민지였지만이 식민지 체제에 완전히 통합되기 위해서는 이웃 국가의 영향력과 무관 한 교회가 있어야했다.

## 같이 보기
- 에티오피아 정교회
- 오리엔트 정교회
- 동방 기독교